# Онтолошко инжењерство у биомедицини
Онтолошко инжењерство у биомедицини, једна је од области пројектовања у информационом систему у апликативној биомедицинској онтологији. Преласком из филозофије ка вештачкој интелигенцији, термин онтологије се сузио, и тако постао модел ентитета и њихових међусобних интеракција у одређеном домену знања или праксе. Истраживачи из области вештачке интелигенције су најпре развијали онтолошко инжињество, као би омогућили дељење и поновно коришћење знања од стране програма и људи, али су се онтологије такође добро показале и као снажни концептуални алат за моделирање знања и у области биомедицине. Тако су захваљујући онтологији у биомедицини дефинисани не само основни термини и релације које чине речник ове тематске области (домена), већ и правила за комбиновање
термина и релација чиме је постигнуто не само дефинисање већ и проширења речника домена.

## Онтологија
Онтологија, као термин позајмљен је из филозофије, у којој она представља грану метафизике која се бави систематским објашњењем постојања, природом и врстом ствари или ентитета које егзистирају у универзуму.  Први филозоф који је увео појам онтологије у Метафизици, био је Аристотел.
| „ | Преласком из филозофије ка вештачкој интелигенцији, значење термина онтологије се сужава, тако да онтологија представља модел ентитета и њихових међусобних интеракција генерално или у одређеном домену знања или праксе. Истраживачи из области вештачке интелигенције су најпре развијали онтологије да омогуће дељење и поновно коришћење знања од стране програма и људи, али су се онтологије такође добро показале и као снажни концептуални алат за моделирање знања. | ” |

Постоје бројне дефиниције онтологије, али ова је једна од најсвеобухватнијих у којој се онтологија дефинише као: нека врста погледа на свет са респектом према датом домену, или поглед на свет који је замишљен као скуп концепата (нпр ентитета, атрибута, процеса), њихових дефиниција и њихових међусобних релација.
Значај
Значај онтологије огледа се пре свега у томе што дефинише заједнички речник за истраживаче који имају потребу да деле информације из одређеног домена. Она садржи машински-читљиве дефиниције основних концепата домена и њихових међусобних релација.
Онтолошки језици
За развој онтологија, један од веома важних корака је корак кодирања, који представља експлицитну репрезентацију концептуализације онтологије у неком формалном језику за моделовање онтологија. Тако се дошло до закључка да је кључна одлука у процесу развоја онтологије избор језика у коме ће онтологија бити имплементирана.
Постојећи онтолошки језици се разликују по експресивности, једноставности употребе, pигорозности кодирања и семантици, при чему се наведене карактеристике морају узети у обзир у процесу избора одговарајућег језика за имплементацију онтологије.
Заједничко за све језике за развој онтологија је експлицитна концептуализација (мета-подаци) којом се описује семантики податак. Неке функције у онтолошким језицима подсећају на оне у базама података, али су разлике очигледне, и условљене су следећим принципима:
- Језици за опис онтологија су  — синтаксички и семантички богатији од приступа који се користе у базама података.
- Онтологија мора бити  — терминолошки усаглашена и дељива јер је њена првенствена намена – заједничко коришћење и размена информација.
- Онтологија обезбеђује — доменску теорију, а не структуру контејнера података.

Иако многи језици за имплементацију онтологија нису прихваћени као стандард, њихов значај није занемарљив, између осталог и из разлога постојања раније развијених онтологија у тим језицима.
Развој интернета довео је и до креирања веб базираних онтолошких језика.

## Онтолошко инжењерство
Онтолошко инжењерство је дисциплина која проучава методе и методологију креирања онтологија за конкретне домене. Циљ онтолошког инжењерства је да учини експлицитним знање садржано у софтверским апликацијама, као и у предузетничким и пословним процедурама за конкретне домене.
Зато је веома важно добро формирана онтологија, која треба да буде изграђена на модуларан начин, коришћењем мешавине општег домена, уопштеног решавања задатака и конкретне апликационе примене. Њени делови су јасно дефинисани, тако да се она може поново употребити. Мање добро формирана онтологија ће имати наведене разлике нејасне, што ће знатно отежати њену поновну употребу и модификацију.

## Онтолошко инжењерство у биомедицини
Онтолошко инжењерство на пољу биомедицинског инжењеринга је најновија научно-истраживачка област, чијa се примена и истраживање активно врши у последњој деценији 21. века. Основни разлог интензивног рада у области биомедицинских онтологија је дефинисање биомедицинских термина и концепата одговарајућег домена да би се омогућила поновна употреба, размена, интеграција и апликативна примена доменског знања из области биомедицине.
Онтологија у медицини има обим моделовања свих биомедицинских истраживања и као таква садржи онтолошке појмове из бројних области као што су:
- биолошки материјал - на пример крвна плазма
- инструмент (и делови инструмента у њему) - на пример микроталасна дужина, центрифуга
- информациони садржај - као што је слика или дигитални ентитети, као што је електронски медицински запис
- дизајн и начин вршења истраживања (и појединачни експерименти у њима) - на пример дизајн студије, сепарација електрофорезног материјала
- трансформација података (укључивање аспеката попут нормализације података и анализе података) - на пример смањење димензионалности анализе главних компоненти, средњи прорачун

Иако је биомедицинска онтологија израстала из филозофске оријентације која укључије „све”, она је уско фокусирана на задатак пружања  онтолошких информација које се могу користити као подршка онтолошком домена развијеном за конкретна научна истраживања, као на пример у биомедицини у оквиру енгл. OBO Foundry.
Као вршном онтологијом сматра се — Основна званична онтологија BFO (енгл. Basic Formal Ontology) која не садржи физичке, хемијске, биолошке или друге услове који по правилу спадају у посебне научне домене. На основу ње и уз референтне онтологије развијене су бројне биомедицинске  апликативне онтологија.
У литератури је пронађено доста примера биомедицинских и других апликативних онтологија, које су развијене на основу формалних, вршних онтологија и референтних онтологија. Пример настанка неких од њих је: Апликациона онтологија медицине из домена спавања SDO (енгл. Sleep Domain Ontology), која је развијене коришћењем:
- вршне BFO онтологије (енгл. Basic Formal Ontology)  ,[6]

- FMA онтологија (FMA,
- CPR онтологијa (енгл. Computer-Based Patient Record), која је коришћена за дефинисање система медицинских евиденција.
- OGMS онтологија (енгл. Ontology for General Medical Science), која обезбеђује општи оквир физиолошких и клиничких података, који су приликом развоја наведене апликативне онтологије примењени на област медицине спавања).